# Avalanche (Magazin)
Avalanche war ein US-amerikanisches Kunstmagazin, das zwischen 1970 und 1976 in 13 Ausgaben erschien.

## Gründung
Avalanche wurde von Willoughby Sharp und Liza Béar im Jahr 1968 gegründet. Zu dieser Zeit war Sharp ein in New York ansässiger Kunsthistoriker und unabhängiger Kurator und Béar arbeitete als Übersetzerin und war Herausgeberin eines Underground-Magazins. Beide veröffentlichten die erste Ausgabe von Avalanche im Herbst 1970 und arbeiteten bis 1976 gemeinsam an 13 Ausgaben. Themen von Avalanche waren Post-Minimalismus, Konzeptkunst, Minimal Art, Performance Art und Land Art.

## Redaktioneller Schwerpunkt
Avalanche konzentrierte sich darauf, die Kunst aus der Perspektive von Künstlern statt aus der Perspektive von Kunstkritikern vorzustellen. Avalanche untersuchte neue Kunstformen, die sich in den USA und Europa entwickelten, mit inhaltsreichen Interviews und einem modernen Design, das Fotografie mit einem dynamischen Layout verband. Sharp hatte von seinem früheren Partner Paul Maenz, einem Art Director bei Young & Rubicam, die Gestaltungsideen des Bauhauses kennengelernt.
Neben einem acht- bis zwölfseitigen ausführlichen Nachrichtenteil und einer Auflistung von Künstlerpublikationen enthielt Avalanche nur Interviews mit Künstlern, die entweder von Béar, Sharp oder von beiden gemeinsam geführt wurden. Die Ausnahme ist ein Interview von Nancy Holt in Avalanche 8 mit dem Bauarbeiter Sid Feck, der beim Bau von Robert Smithsons Amarillo Ramp half. Auf klassische Kunstrezensionen wurde bewusst verzichtet. Texte, die die Künstler für das Magazin geschrieben hatten und Dokumente ihrer Arbeit wie Zeichnungen und Fotografien ergänzten das Interview. Avalanche ging es eher um die Entdeckung als um die Bewertung eines Künstlers.
Für viele Künstler war der Auftritt in Avalanche ihre erste größere öffentliche Präsenz, oft vor einer Galerie- oder Museumsausstellung. Zu den vorgestellten Künstlern gehörten Vito Acconci, Laurie Anderson, Bill Beckley, Joseph Beuys, Chris Burden, Daniel Buren, Hanne Darboven, Walter De Maria, Jan Dibbets, Barbara Dilley, Simone Forti, Gilbert & George, das Philip Glass Ensemble, Hans Haacke, Jannis Kounellis, Meredith Monk, Barry Le Va, Sol LeWitt, Richard Long, Gordon Matta-Clark, Bruce Nauman, Dennis Oppenheim, Steve Paxton, Yvonne Rainer, Klaus Rinke, Joel Shapiro, Keith Sonnier, Richard Serra, Robert Smithson, George Trakas, William Wegman, Lawrence Weiner, The Western Front und Jackie Winsor.

## Gestaltung
Die ersten acht Ausgaben von Avalanche erschienen im Format 24 × 24 cm, die folgenden fünf im Zeitungsformat 43,5 × 29,5 cm. Avalanche zeigte aufwändige Fotostrecken und einen filmischen Ansatz im Layout durch die Verwendung von Serienbildern, Nahaufnahmen und Fotosequenzen. Die künstlerische Arbeit wurde im Entstehen gezeigt und nicht wie üblich als einzelne Fotografie des fertigen Werks.

## Reprint und Archiv
2010 verlegte Primary Information in New York ein Reprint aller 13 Avalanche Ausgaben.
Das Archiv von Avalanche befindet sich in der Sammlung des Museum of Modern Art.